# Pipe Dream
Pipe Dream är en EP av Kristofer Åström, utgiven den 8 april 2016 på skivbolaget Startracks. Skivan var limiterad till 500 exemplar och utgavs på CD. Den släpptes i anslutning till en turné i Tyskland.
Samtliga låtar är tidigare outgivna och inspelade samtidigt som albumet The Story of a Heart's Decay (2015).

## Låtlista
Alla låtar är skrivna av Kristofer Åström.
1. "Pipe Dream" – 4:08
2. "Stupidity" – 3:20
3. "Solid Ground" – 4:32
4. "Stay Down" – 4:10

## Mottagande
I Zero Magazine skrev Robert Ryttman: "Det är lite synd att man känner som man gör kanske, för Åström sjunger bra och det är inget fel på musikanternas framförande, men för mig är detta – ännu en gång – för mycket brunsås och för lite krydda på steken."